# Helicomastax
Helicomastax är ett släkte av insekter. Helicomastax ingår i familjen Eumastacidae.
Kladogram enligt Catalogue of Life:
| Helicomastax | \| \| Helicomastax copensis \| \| \| \| \| \| Helicomastax mnioides \| \| \| \| |
|              | \| \| Helicomastax copensis \| \| \| \| \| \| Helicomastax mnioides \| \| \| \| |
|              | Helicomastax copensis                                                           |
|              |                                                                                 |
|              | Helicomastax mnioides                                                           |
|              |                                                                                 |